# アーバサクサ

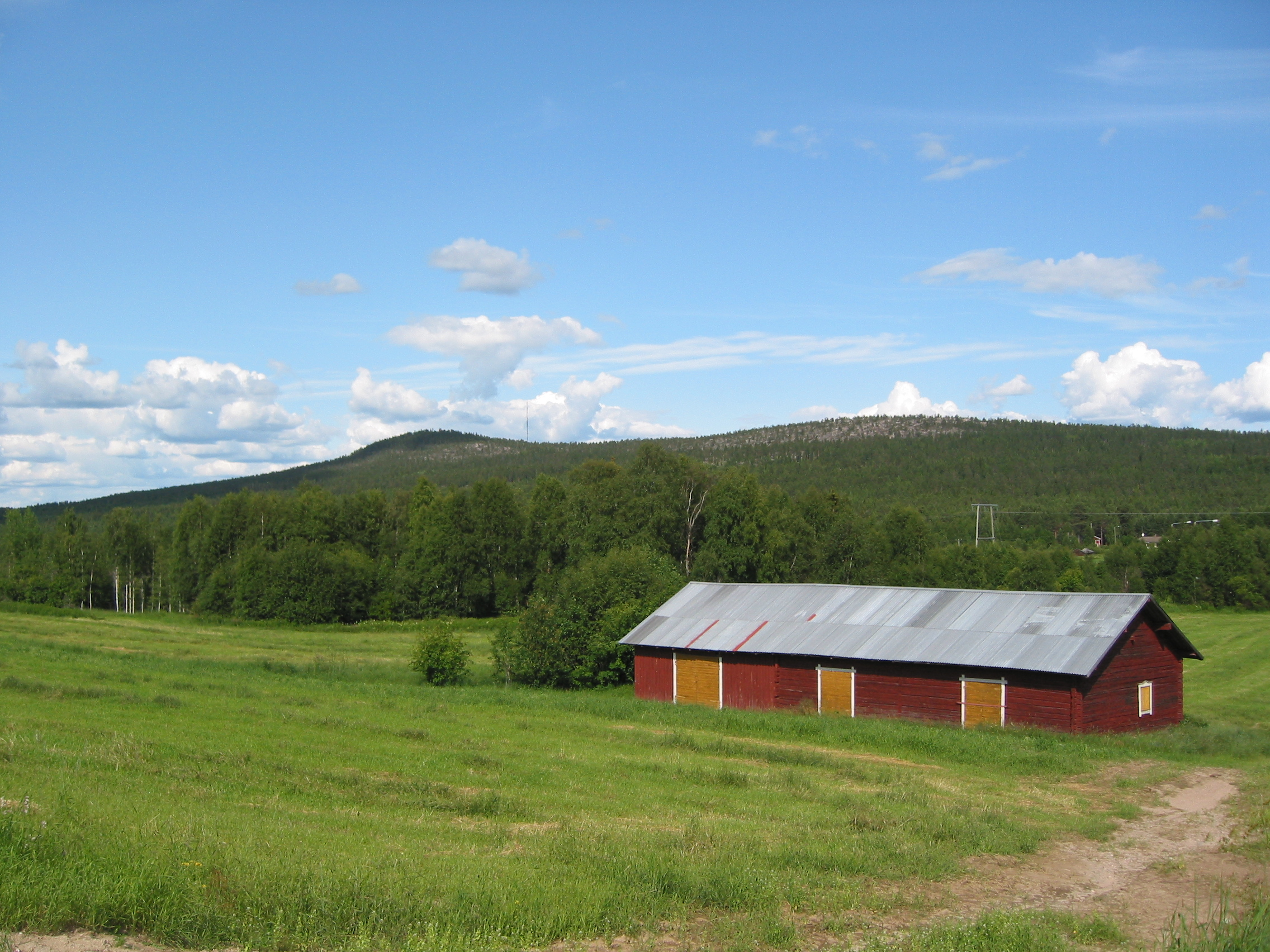
南西からアーヴァサクサを眺める

アーバサクサ（Aavasaksa）は、フィンランド、ラッピ州のユリトルニオにある丘陵。尾根となる点が鋭い。標高は242メートル。
アーバサクサはスウェーデンとフィンランドの両国を望むことができ、フィンランド国定景色に指定されていることでも有名である。ロシア皇帝アレクサンドル2世も1876年にこの地を訪れている。
特有の高度のため、この周りの丘は17世紀に初めてピエール・ルイ・モーペルテュイによりフランス科学アカデミーによる測地遠征隊における子午線弧長の測量に使われ、その後シュトルーヴェの測地弧の測地点の一つとなった。ユネスコはアーバサクサをその他のシュトルーヴェの測地弧と同じく世界遺産に登録している。
フィンランドで白夜が見える最南端としても知られている。
この丘はトルネ川に西を、テンゲリオ川（Tengeliö river）に東と西をと、川に囲まれている。
小惑星番号2678番の小惑星「アーバサクサ」はこの地にちなんで名づけられている。